# Алнас (футбольный клуб)
«А́лнас» — российский футбольный клуб из Альметьевска, существовавший с 2000 по 2008 год.
Команда «Алнас» была образована в ноябре 1999 года, получив название от генерального спонсора команды АО «Алнас». Такое же название получил стадион, который был передан администрацией города на баланс АО «Алнас».

## Достижения
- Четвёртое место в зоне «Урал—Поволжье» Второго дивизиона: 2006.

## Статистика выступлений
| Сезон | Лига                                  | Место    | Кубок | Тренер                                 | Примечания               |
| ----- | ------------------------------------- | -------- | ----- | -------------------------------------- | ------------------------ |
| 2000  | КФК России, зона «Поволжье»           | 1 из 12  | 1/4   | Владимир Филимонов                     | Выход во Второй дивизион |
| 2000  | КФК России, Финал                     | 6 из 10  | —     | Владимир Филимонов                     | Выход во Второй дивизион |
| 2001  | Второй дивизион, зона «Урал»          | 5 из 16  | 1/256 | Владимир Филимонов                     |                          |
| 2002  | Второй дивизион, зона «Урал»          | 9 из 15  | 1/256 | Владимир Филимонов                     |                          |
| 2003  | Второй дивизион, зона «Урал—Поволжье» | 10 из 20 | 1/256 | Владимир Филимонов / Константин Галкин |                          |
| 2004  | Второй дивизион, зона «Урал—Поволжье» | 7 из 19  | 1/256 | Константин Галкин                      |                          |
| 2005  | Второй дивизион, зона «Урал—Поволжье» | 10 из 19 | 1/256 | Константин Галкин                      |                          |
| 2006  | Второй дивизион, зона «Урал—Поволжье» | 4 из 13  | 1/64  | Константин Галкин / Роберт Евдокимов   |                          |
| 2007  | Второй дивизион, зона «Урал—Поволжье» | 8 из 14  | 1/32  | Роберт Евдокимов                       |                          |
| 2008  | Второй дивизион, зона «Урал—Поволжье» | 13 из 18 | 1/64  | Роберт Евдокимов                       | Расформирован            |